# Ервін Швагер
Ервін Швагер (нім. Erwin Schwager; 9 січня 1917, Сантьяго — 1 грудня 1964) — німецький офіцер-підводник, капітан-лейтенант крігсмаріне.

## Біографія
3 квітня 1937 року вступив на флот. З березня 1942 року — 1-й вахтовий офіцер на підводному човні U-573. 29 квітня 1942 року U-573 був важко пошкоджений глибинними бомбами британських бомбардувальників «Хадсон» і 2 травня прибув в Картахену, де екіпаж був інтернований іспанською владою. В липні 1942 року Швагер повернувся в Німеччину і був призначений 1-м вахтовим офіцером на U-404. В жовтні-грудні 1942 року пройшов курс командира човна. З 15 грудня 1942 по 8 лютого 1943 року — командир U-143. В лютому 1943 року переданий в розпорядження 22-ї флотилії. З липня 1943 по листопад 1944 року — інструктор 2-ї навчальної дивізії підводних човнів. З лютого по 8 травня 1945 року — вахтовий офіцер в 3-й флотилії мінних тральщиків.

## Звання
- Кандидат в офіцери (3 квітня 1937)
- Морський кадет (21 вересня 1937)
- Фенріх-цур-зее (1 травня 1938)
- Оберфенріх-цур-зее (1 липня 1939)
- Лейтенант-цур-зее (1 серпня 1939)
- Оберлейтенант-цур-зее (1 вересня 1941)
- Капітан-лейтенант (1 квітня 1944)